# Pacific Drilling
Pacific Drilling és una empresa de perforació en aigües ultra profundes a alta mar. Es cotitza en la Borsa de Nova York, com PACD.

## Descripció
Té la seu a Luxemburg. Compta amb una plantilla de 1.301 empleats. El seu president és Ron Moskovitz i el seu director general és Christian J. Beckett.
Opera vaixells de perforació per a l'exploració a nivell internacional i perforació en alta mar d'aigües ultra profundes. El 2011, un vaixell nomenat el «Bora Pacífic» va estar actiu en el camp d'Agbami a la vora de Nigèria. Altres vaixells estan actius en el petroli i gas als Estats Units, Golf de Mèxic i a Brasil.